# Einkaufszentrum Ramat Aviv
Das Einkaufszentrum Ramat Aviv ist ein exklusives Einkaufszentrum im Tel Aviver Stadtteil Ramat Aviv. Mit einer Miete von 1.804 US-Dollar pro Quadratmeter ist es das teuerste Einkaufszentrum Israels und das 35st-teuerste der Welt. Es beherbergt viele renommierte internationale Modemarken. Die vermietbare Bruttofläche beträgt 17.800 Quadratmeter und es gibt 140 Geschäfte auf zwei Etagen. Über dem Einkaufszentrum befindet sich ein Bürogebäude namens Ramat Aviv Mall Tower. Das gesamte Projekt – Turm und Einkaufszentrum – hat eine Bruttofläche von etwa 80.900 Quadratmetern. Der Wert des Einkaufszentrums beträgt 1,699 Milliarden Schekel oder 470 Millionen US-Dollar.

## Geschichte
Der Plan zum Bau des Einkaufszentrums wurde 1989 angekündigt. Die Bewohner von Ramat Aviv reagierten mit Ablehnung, da sie eine Beeinträchtigung ihrer Lebensqualität befürchteten. Betsy Winer von der Jerusalem Post schrieb: „Ich war von Anfang an gegen den Bau des Einkaufszentrums und hielt es für einen hässlichen, unnötigen Schandfleck – das Produkt gieriger, habgieriger Unternehmer, das in einem Wohngebiet nichts zu suchen hat.“ Daher legten 1992 rund 30 Bewohner beim Obersten Gerichtshof Israels Berufung ein, um zu verhindern, dass Meqarqee Mercaz Ltd., das Unternehmen, das das Einkaufszentrum bauen sollte, eine Baugenehmigung für ein Einkaufszentrum in Ramat Aviv erhielt. Dies führte zu einer mehr als einjährigen Verzögerung des Baus, und Meqarqee Mercaz verklagte die Bewohner und forderte Schadensersatz in Höhe von etwa 3 bis 5 Millionen Dollar. Der Bau des Einkaufszentrums begann am 11. Oktober 1993.

## Gebäude und Nutzung

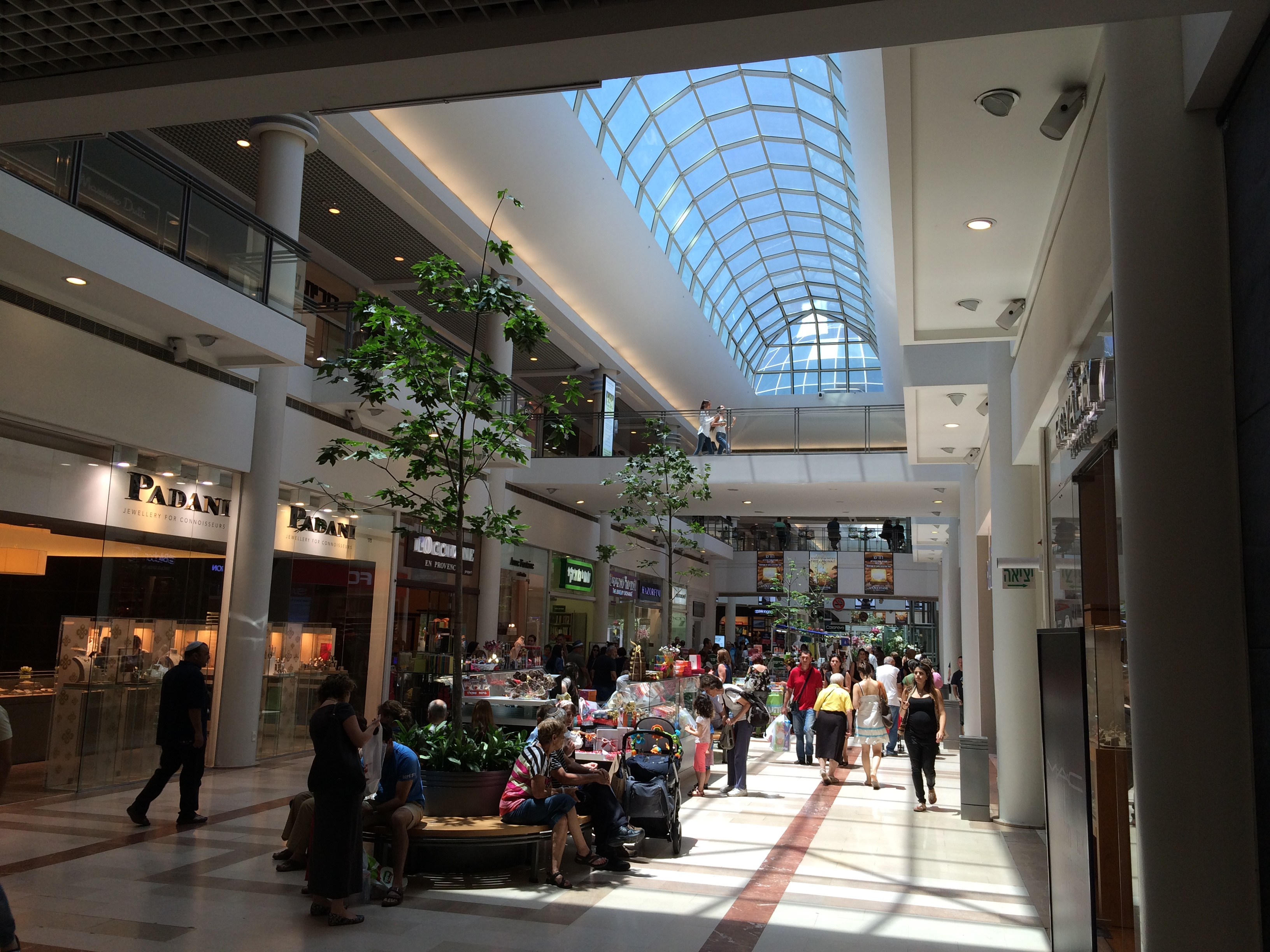
Blick in das Innere

Die Ramat Aviv Mall erstreckt sich über eine Fläche von 80.876 Quadratmetern. Diese Fläche umfasst Einzelhandelsflächen, Büroflächen, die Tiefgarage und die oberen Parkhäuser sowie die öffentlichen Plätze und Parks rund um die Mall. Der Haupteingang der Mall befindet sich in der Einsteinstraße 40, zwei weitere Eingänge gibt es in der Brazilstraße und in der Brodetskystraße. Täglich besuchen rund 24.000 Menschen die Mall, und sie gilt als eines der erfolgreichsten Einkaufszentren Israels, wenn nicht sogar als das erfolgreichste.
In der Mall gibt es rund 140 Geschäfte. Es gibt einige Ankergeschäfte – darunter Super-Pharm und Zara und weitere. Die Modehäuser Ralph Lauren, Calvin Klein und Lululemon Athletica eröffneten in der Ramat Aviv Mall ihre ersten Geschäfte in Israel. Zu den Lebensmittelunternehmen der Mall gehören Grand Café, Arcaffe, Café Albert, Mimi Su und McDonald’s.
Der Parkplatz verfügt über rund 1550 Stellplätze. Auf dem Dach des Einkaufszentrums befinden sich rund 200 Parkplätze. Täglich nutzen rund 7200 Menschen einen Parkplatz. Das Einkaufszentrum Ramat Aviv verfügt außerdem über eine Bürofläche von rund 7970 m², die sich hauptsächlich im medizinischen Zentrum und im Bürogebäude über dem Einkaufszentrum befindet. Das medizinische Zentrum befindet sich im dritten Stock des Einkaufszentrums und hat eine Fläche von rund 2100 m². Es umfasst Therapieräume, Operationssäle und Ruheräume. Das Bürogebäude mit 15 Stockwerken und einer Höhe von 58 Metern umfasst eine Fläche von rund 5300 m². Im Gebäude befinden sich die Botschaften von Norwegen, Finnland und Kroatien sowie Anwaltskanzleien.